# 六(三甲基膦)钨
六(三甲基膦)钨是一种钨(0)化合物，化学式为W(P(CH3)3)6，它是可溶于有机溶剂的黄色晶体。它最初由Parkin和Rabinovich于1990年分离得到，其反应为钾钠合金在三甲基膦存在下还原六氯化钨：
它的晶体结构是已知的，其中，W-P键的键长为2.455(5) Å，∠P-W-P为90°和180°。